# Bo Goldman
Robert Goldman, conhecido profissionalmente como Bo Goldman (Nova Iorque, 10 de setembro de 1932 – Helendale, 25 de julho de 2023) foi um roteirista estadunidense. Ganhou dois Oscars pelo roteiro de Um Estranho no Ninho (1975) e Melvin e Howard (1980).

## Filmografia
- The Paradine Case (1962) (TV)
- One Flew Over the Cuckoo's Nest (1975)
- The Rose (1979)
- Melvin and Howard (1980)
- Ragtime (1981) (sem créditos)
- Shoot the Moon (1982)
- Swing Shift (1984) (sem créditos)
- The Flamingo Kid (1984) (sem créditos)
- Little Nikita (1988)
- Dick Tracy (1990) (sem créditos)
- Scent of a Woman (1992)
- City Hall (com Ken Lipper, Paul Schrader, e Nicholas Pileggi) (1996)
- Meet Joe Black (com Ron Osborn & Jeff Reno e Kevin Wade) (1998)
- The Perfect Storm (2000) (sem créditos)
- Rules Don't Apply (2016) (história com Warren Beatty)